# Abu Maruane Abedal Maleque I
Abu Maruane Abedal Maleque I Abedalmáleque I ou Abedelméleque I (em árabe: أبو مروان عبد الملك الغازي, lit. 'Abu Marwan Abd al-Malik/el-Malek I'), referido como Mulei Maluco pelas fontes portuguesas, foi o Sultão de Marrocos da dinastia Saadi de 1576 a 1578, data em que morreu durante a Batalha de Alcácer-Quibir travada contra o seu sobrinho aliado ao rei D. Sebastião de Portugal.
Conquistou o trono a seu sobrinho Maomé Mutavaquil, que se refugiou então em Portugal e arrastou o rei D. Sebastião a abraçar a sua causa e avançar para a batalha de Alcácer-Quibir travada a 4 de Agosto de 1578. As forças lideradas por Mulei Maluco saíram vencedoras, embora o sultão tenha perdido a vida na batalha, falecendo de causas naturais. D. Sebastião e o Mulei Mohammed foram vencidos e perderam a vida na batalha, num total de três perdas reais que originaram o nome "Batalha dos três Reis", que deixou em Portugal como soberano um tio-avô de D. Sebastião, o Cardeal D. Henrique, que não deixou descendência e deu origem à ocupação espanhola que durou 60 anos.